# Лев IX (папа)
Лев IX (світське ім'я — Бруно фон Егісгайм-Дагсбург нім. Bruno von Egisheim-Dagsburg; 21 червня 1002 — 19 квітня 1054) — Папа Римський (1049–1054). За часів його понтифікату конфлікт між Римом і східною церквою привів у 1054 році до розколу християн на католиків і православних.
Приділяв значну увагу впровадженні в церкві Клюнійської реформи. Вважається католицькою церквою святим, день вшанування 19 квітня.

## Біографія

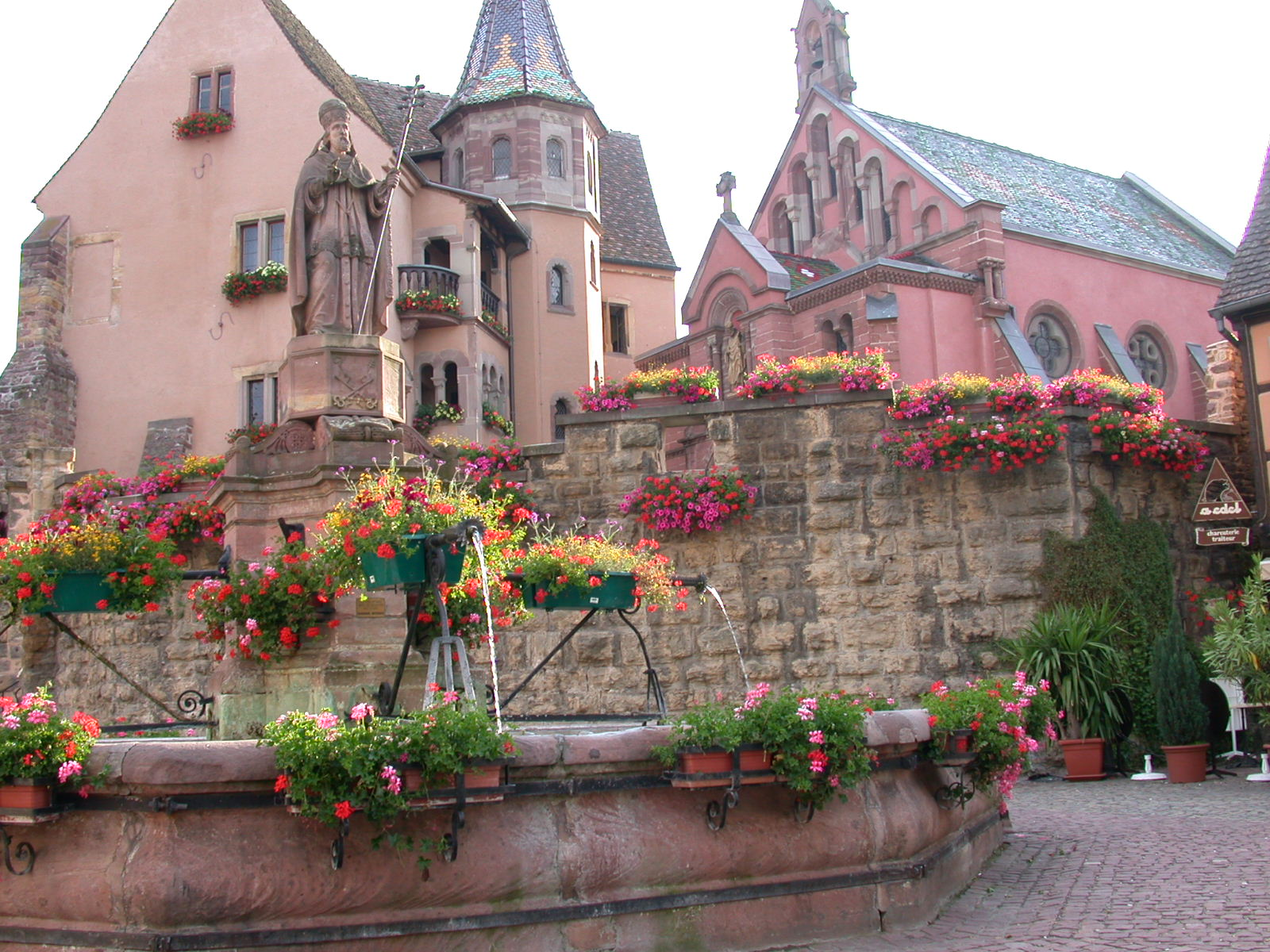
Замок в Егісаймі, де народився папа Лев IX

Походив з роду ельзаських графів Дансбург-Егісгайм. Був обраний на престол при підтримці імператора Генріха III. Активно сприяв Клюнійській реформі. У своїй реформі католицької церкви Лев IX приділяв значну увагу традиційній моралі. Одним із перших його публічних актів було проведення Великоднього синоду 1049 року. Він приєднався до імператора Генріха III у Саксонії та супроводжував його до Кельна та Аахена. Він також скликав збори вищого духовенства в Реймсі, на якому було прийнято кілька важливих указів про реформу церкви. У Майнці він провів раду, на якій були представлене італійське, французьке та німецьке духовенство, а також посли візантійського імператора. Головними питаннями ради були симонія та шлюб духовенства.
Намагаючись централізувати церковну ієрархію, добивався підпорядкувати єпископів Західної Європи своїй владі.
В 1053 році Лев IX, прагнучи приєднати до папських володінь Південну Італію, очолив похід німецьких, лотаринзьких та італійських лицарів проти норманів, які підпорядкували ці землі своїй владі. 18 червня 1053 року зазнав поразки в битві під Чивітате і потрапив у полон. Згодом був звільнений.
За Лева IX стався остаточний поділ церкви на західно-християнську (католицьку) і східно-християнську (православну). Був канонізований католицькою церквою.